# Trixis californica
Trixis californica là một loài thực vật có hoa trong họ Cúc. Loài này được Kellogg miêu tả khoa học đầu tiên năm 1862.